# Khadd'dak (Marvel Comics)
Khadd'dak é um personagem de HQ presente no Universo Marvel. É um alienígena viajante de um universo alternativo, o "microverso". Khadd'dak foi criado por Stan Lee e Larry Lieber em 1972. Khadd'dak está presente na maioria das sagas de Thanos. Khadd'dak foi o primeiro e o último mutante de sua terra natal. A história de Khadd'dak é revelada em umas das edições limitadas da Saga de Thanos.

## Biografia
O planeta de Yiivn Kidha era dominada por uma raça reptiliana chamada Anunnaki. Assim como os humanos da Terra-616, os Anunnaki separavam-se em países e continentes. Khadd'dak nasceu no centro deste planeta, e foi o primeiro mutante de sua raça. Os Anunnaki eram uma raça honesta e leal, porém Khadd'dak era dotado de habilidades especiais e amedrontadoras para o resto de sua raça. Como os mutantes da Terra, Khadd'dak foi ridicularizado e submetido a diversos experimentos científicos durante toda sua vida. Este foi o pontapé para que ele começasse a se diferenciar do restante de sua raça. Sua própria filosofia de vida mudou, tornando-se obscura. Ao mesmo tempo que fora ridicularizado por toda a vida, bolou planos cruéis para aplicar sua própria justiça, revelando sua vasta inteligência estratégica. Por motivos desconhecidos, não só o planeta Yiivn Kidha mas também todo seu universo foi absorvido por um buraco negro, ele era tão massivo que só poderia ter criado pela maior das entidades multiversais. Nada restou, almas e corpos foram aniquiladas do espaço e do tempo, nada, exceto, Khadddak. Que havia sido acolhido pela entidade Abraxas, antes mesmo do fim. Abraxas, uma entidade onisciente sabia muito bem para enviar o único sobrevivente do microverso, para o universo mais caótico e imprevisível, a Terra-616 (o atual Universo Marvel). Lá seus poderes foram drásticamente senão, infinitamente ampliados. Uma vez que um buraco negro o enfraqueceu, na Terra-616 tornou-se sua principal fonte de poder. Khadd'dak propõe a si mesmo a missão de acolher todos os mutantes do Universo (Terra-616) para formar seu exército particular, na esperança de que no futuro crie seu próprio mundo onde todos são iguais e, ao mesmo tempo diferentes.

## Poderes e habilidades

### Força
Antes mesmo de seu universo ser aniquilado, na mais baixa de suas habilidades Khadd'dak mostrou níveis de força descomunais, tal como carregar 10 aeronaves militares (que por serem feitas de Adamantium pesariam cerca de 50 toneladas cada) carregando-as pelas costas. Então, podemos concluir que após os atributos aprimorados ao chegar na Terra-616 sua força seja incalculável (sendo que pode ser aumentada, a cada buraco negro que atravessa). Em potencial, Khadd'dak pode surrar/bater em qualquer ser vivente, imune ou não a ataques físicos sofrerá severos danos em uma luta contra ele (talvez até, em entidades).

### Resistência
Talvez seja sua melhor habilidade, por possuir uma série de imunidades adquiridas. Dentre elas, a própria resistência física:
Como um mutante normal em Yiivn Kidha, sua resistência era excelente (já suportou um tiro de plasma na nuca, permanecendo apenas com tonturas). Porém, somente pelo fato de percorrer realidades e realidades até chegar a Terra-616 demonstrou as mesmas habilidades de Thanos (controle ou rigidez molecular) sendo até mais aprimoradas que a dele.
Revelou-se mais tarde, ao atravessar seu primeiro buraco negro que, Khadd'dak tornou-se imune a magia e alteração da realidade, quando Shuma-Gorath tentou construir um boneco voodoo de Khadd'dak ou Abraxas tentar aprimorar seus atributos.
Sua alma é tão impura que nem mesmo entidades demoníacas poderiam retirá-la de seu corpo.

### Combate corporal
Em uma de suas viagens Khadd'dak invade o Altar da Senhora Morte (o mesmo já visitado por Thanos antes), lá descobriu o Poço do Infinito e contemplou-o por dias, não absorveu somente conhecimento cósmico mas também toda a memória de Thanos, principalmente suas habilidades em combate. Ou seja, em um combate corporal, os dois se igualariam.

### Voo
Uma habilidade relativamente nova para Khadd'dak que foi rapidamente aperfeiçoada. No espaço, ele consegue alçar um voo que chega a ultrapassar o hiperespaço (velocidade mais rápida que a luz). Já viajou de uma Galáxia (conjunto de milhões de planetas e sistemas solares) vizinha para a outra em 5 minutos (exigiu um esforço imenso).

### Imortalidade
Khadd'dak não pode ser virtualmente morto, não porque ele foi amaldiçoado, simplesmente não há maneiras de matá-lo. Os únicos meios de executar tal feito seriam:
- Outro buraco negro tão massivo quanto o que dizimou seu universo, tendo que ser proporcional ao número de buracos negros que já atravessou.
- Mandando-o para outro universo (visto que Khadd'dak pode escapar de dimensões).